# Veinticuatro de Mayo (kanton)
Veinticuatro de Mayo – kanton w prowincji Manabí, w Ekwadorze. Stolicą kantonu jest Sucre.